# Pune-i la pământ (Maxi-single)
Pune-i la pământ este cel de-al treilea maxi-single al trupei La Familia (sau Sișu & Puya), primul maxi-single scos sub numele de Sișu & Puya și totodată, al doilea material discografic scos tot sub numele de Sișu & Puya, după Foame de bani (2004). Acesta a fost lansat în decembrie 2005 și promovează cel de-al șaptelea album de studio al trupei, acesta fiind O mare familie, lansat în iunie 2006. Maxi-single-ul a beneficiat și de un videoclip ce poartă numele maxi-single-ului, totodată acesta fiind primul material al trupei în care Dj Wicked se alătură lui Puya și Sișu în trupă, odată cu lansarea compilației Sud Stil Party, lansată în același an cu maxi-single-ul. Single-ul Pune-i la pământ se găsește în 5 variante: original, cenzurat, reggaeton remix, instrumental și a-cappella, bonus un single intitulat Închis, însă single-ul Închis a fost înregistrat conform versurilor, cam printre ultimele luni de ispășire a pedepsei pentru consum de droguri ale lui Sișu.

## Tracklist[3]
| Nr.             | Titlu                                | Autor(i)                  | Text            | Lungime |  |
| 1.              | „Pune-i la pământ” (Original)        | Silviu Păduraru           | Sișu & Puya     | 4:13    |  |
| 2.              | „Pune-i la pământ” (Radio clean)     | Silviu Păduraru           | Sișu & Puya     | 4:13    |  |
| 3.              | „Pune-i la pământ” (Reggaeton remix) | Silviu Păduraru           | Sișu & Puya     | 4:04    |  |
| 4.              | „Pune-i la pământ” (Instrumental)    | Silviu Păduraru           | Sișu & Puya     | 4:13    |  |
| 5.              | „Pune-i la pământ” (A-cappella)      |                           | Sișu & Puya     | 4:00    |  |
| 6.              | „Închis”                             | Sișu, Puya și Alex Băisan | Sișu & Puya     | 5:06    |  |
| Lungime totală: | Lungime totală:                      | Lungime totală:           | Lungime totală: | 25:49   |  |